# Faina (gemeente)
Faina is een gemeente in de Braziliaanse deelstaat Goiás. De gemeente telt 6.980 inwoners (schatting 2009).